# Campeonato Baiano de Futebol Sub-20 de 2022
O Campeonato Baiano de Futebol Sub-20 de 2022 (comumente conhecido como Baianão Sub-20 2022), será a 42ª edição do torneiro realizado no estado da Bahia e organizado pela Federação Baiana de Futebol. A competição teve inicio no dia 9 de Abril e encerrada previsto para junho de 2022, e conta com a participação de jogadores nascidos a partir do ano de 2002.
Assim como no ano anterior, os clubes também serão obrigados a apresentar testes para Covid-19 na semana da primeira rodada. As partidas seguirão sua programação normal caso os clubes tenham no plantel de inscritos para a competição ao menos 13 (treze) atletas com exames negativados para a COVID-19.

## Formato e Regulamento

### Formato
A Federação Bahiana de Futebol (FBF) divulgou, na última quinta-feira (10 de fevereiro), a fórmula de disputa do Campeonato Baiano sub-20, marcado para o mês de abril. A edição de 2022 vai contar com 19 clubes confirmados, cinco a mais que em 2021. A entidade realizou a Reunião do Conselho Técnico, com presenças de presidentes e representantes dos clubes participantes. O encontro aconteceu no auditório da FBF e foi comandado pela diretoria da entidade. Através de um sorteio, os 19 clubes foram divididos em dois grupos (um com dez e outro com nove times). As equipes se enfrentarão dentro da mesma chave, em apenas um turno, e os quatro melhores de cada grupo avançam.

### Regulamento Geral
A edição 2022 do Sub-20 do Campeonato Baiano, contará 19 equipes divididas em dois grupos. A competição em si, em 4 fases distintas; Fase de Grupos, Quartas de Final, Semifinais e Final. Na Fase de Grupos, as equipes jogaram partidas dentro de seus respectivos grupos em turno único. Avançam para as fases eliminatórias, as 4 equipes de cada grupo que mais pontuarem na classificação preliminar. Será plicado a seguinte atribuição de pontos, para cada equipe na fase classificatória:
- Vitória: 3 pontos,
- Empare: 1 ponto e
- Derrota: 0 ponto.

No caso de haver igualdade em pontos ganhos, na fase classificatória, entre duas ou mais Associações em quaisquer colocações, serão
observados os critérios de desempate do regulamento geral.
Nas três últimas fases, Fases Eliminatórias, as equipes classificadas se enfrentarão no sistema de ida e volta até a final, prevalecendo o mando de campo para a equipe de melhor campanha no geral. Em cada fase da competição, as Associações a iniciarão com zero ponto e os clubes que participarão da competição, terão que promover a inscrição de pelo menos 18 (dezoito) atletas até o 5º dia útil que anteceder a primeira rodada da competição.

## Critérios de Desempate
Em caso de empate em pontos ganhos entre dois ou mais clubes ao final da Primeira Fase, o desempate para efeito de classificação será definido observando-se os critérios abaixo, aplicados à fase:
1. Maior número de vitórias;
2. Maior saldo de gols;
3. Maior número de gols marcados;
4. Maior número de pontos ganhos no confronto direto;
5. Maior saldo de gols no confronto direto;
6. Menor número de cartões vermelhos recebidos pelos atletas integrantes de cada Associação ao longo da competição;
7. Menor número de cartões amarelos recebidos pelos atletas integrantes de cada Associação ao longo da competição;
8. Sorteio.

Em caso de empate nas partidas das Fases eliminatórias, o desempate para indicar o vencedor será observando-se o critério abaixo:
- Maior Saldo de Gols;
- Havendo igualdade no saldo de gols, a decisão será através da cobrança de tiros livres direto, da marca do pênalti, sendo a primeira série de 05 (cinco) cobranças para cada associação com cobranças alternadas, não repetindo o mesmo cobrador, persistindo o empate na primeira série, as outras séries serão de apenas 01 (uma) cobrança para cada associação por série, sempre em cobranças alternadas até que estabeleça uma associação vencedora. Só cobrarão as penalidades máximas os atletas que terminarem a partida por cada uma das equipes, independentemente da quantidade. Os atletas que estiverem nos bancos de reservas e/ou que tenham sido expulsos não poderão cobrar as penalidades.

## Primeira fase
Atualizado em 18 de abril.

## Segunda fase
Em itálico, os times que possuem o mando de campo no primeiro jogo do confronto e em negrito os times classificados.
|  | Quartas de final | Quartas de final | Quartas de final | Quartas de final |  |  | Semifinais | Semifinais | Semifinais | Semifinais |  |  | Final | Final | Final | Final |  |  |
|  |                  |                  |                  |                  |  |  |            |            |            |            |  |  |       |       |       |       |  |  |
|  |                  |                  |                  |                  |  |  |            |            |            |            |  |  |       |       |       |       |  |  |
|  | 4° do Grupo 2    |                  |                  |                  |  |  |            |            |            |            |  |  |       |       |       |       |  |  |
|  | 1° do Grupo 1    |                  |                  |                  |  |  |            |            |            |            |  |  |       |       |       |       |  |  |
|  |                  |                  |                  |                  |  |  |            |            |            |            |  |  |       |       |       |       |  |  |
|  |                  |                  |                  |                  |  |  |            |            |            |            |  |  |       |       |       |       |  |  |
|  |                  |                  |                  |                  |  |  |            |            |            |            |  |  |       |       |       |       |  |  |
|  | 4° do Grupo 1    |                  |                  |                  |  |  |            |            |            |            |  |  |       |       |       |       |  |  |
|  |                  |                  |                  |                  |  |  |            |            |            |            |  |  |       |       |       |       |  |  |
|  | 1° do Grupo 2    |                  |                  |                  |  |  |            |            |            |            |  |  |       |       |       |       |  |  |
|  |                  |                  |                  |                  |  |  |            |            |            |            |  |  |       |       |       |       |  |  |
|  |                  |                  |                  |                  |  |  |            |            |            |            |  |  |       |       |       |       |  |  |
|  |                  |                  |                  |                  |  |  |            |            |            |            |  |  |       |       |       |       |  |  |
|  | 3° do Grupo 2    |                  |                  |                  |  |  |            |            |            |            |  |  |       |       |       |       |  |  |
|  |                  |                  |                  |                  |  |  |            |            |            |            |  |  |       |       |       |       |  |  |
|  | 2° do Grupo 1    |                  |                  |                  |  |  |            |            |            |            |  |  |       |       |       |       |  |  |
|  |                  |                  |                  |                  |  |  |            |            |            |            |  |  |       |       |       |       |  |  |
|  |                  |                  |                  |                  |  |  |            |            |            |            |  |  |       |       |       |       |  |  |
|  |                  |                  |                  |                  |  |  |            |            |            |            |  |  |       |       |       |       |  |  |
|  | 3° do Grupo 1    |                  |                  |                  |  |  |            |            |            |            |  |  |       |       |       |       |  |  |
|  |                  |                  |                  |                  |  |  |            |            |            |            |  |  |       |       |       |       |  |  |
|  | 2° do Grupo 2    |                  |                  |                  |  |  |            |            |            |            |  |  |       |       |       |       |  |  |

## Premiação
| Baianão 2022 — Sub-20         |
| ----------------------------- |
| A definir Campeão (?° título) |

| Vice-campeão: | Terceiro colocado: | Quarto colocado: | Artilheiro: |
| ------------- | ------------------ | ---------------- | ----------- |
|               |                    |                  | ()          |